# Ассумуд
Ассумуд (Assumud) — газове родовище у Лівії в басейні Сирт.

## Характеристика
Знаходиться за 110 км на південний схід від розташованого на узбережжі міста Марса-ель-Брега (де є завод із зрідження природного газу Брега ЗПГ) та за 30 кілометрів на схід від другого за величиною лівійського наземного газового родовища Аттахаді.
Родовище відкрила компанія Esso (під цим брендом діє ExxonMobil) при бурінні свердловини Н1-6. Запаси вуглеводнів знайшли у відкладеннях карбонатів олігоцену.
Геологічні запаси газу родовища оцінювались у 13 млрд м3. В 2002 році на північний-захід від Ассумуд знайшли поклад з аналогічним показником.

## Розробка
Введення Ассумуд в експлуатацію припало на 1989 рік, при цьому облаштовані тут потужності були розраховані на 2,3 млн м3 газу на добу.
Станом на 2005 рік накопичений видобуток становив біля 3 млрд м3.
Видачу продукції організували по трубопроводу Сахл – Нассер–Марса-Брега.